# Rumex ellenbeckii
Rumex ellenbeckii är en slideväxtart som beskrevs av Damm.. Rumex ellenbeckii ingår i släktet skräppor, och familjen slideväxter. Inga underarter finns listade i Catalogue of Life.